# Leon Dawn Leon
《Leon Dawn Leon》是香港歌手黎明的國語錄音室專輯，全碟收錄12首歌曲及6個音樂短片，專輯於2004年11月由唱片公司A Music以CD及DVD形式在香港和台灣首次發行，專輯的其中一首歌曲〈無痛失戀〉曾經登上中國內地及台灣音樂流行榜冠軍。

## 製作概念
《Leon Dawn Leon》從籌備到製作共花了約四個多月的時間，封面照以黎明撫摸女模特兒的小腿為主題，專輯收錄的歌曲是由40首已錄製的歌曲中挑選出來，黎明除了參與幕前演唱及演出，亦參與音樂短片拍攝的後期製作工作。歌曲〈一比一〉音樂短片以色彩豐富的畫面呈現，由黃秋生客串演出；歌曲〈傷口〉音樂短片以大量照片輯錄成連續影像，在日本取景拍攝，而〈無痛失戀〉音樂短片則以浪漫唯美風為概念。

## 曲目列表
以下是《Leon Dawn Leon》的曲目列表：
| CD       | CD           | CD       | CD           | CD                 | CD       | CD                     | CD    |
| 曲序     | 曲目         |          | 作曲         | 编曲               | 製作人   | 备注                   | 时长  |
| -------- | ------------ | -------- | ------------ | ------------------ | -------- | ---------------------- | ----- |
| 1.       | 什麼         | 黎明     | 雷頌德       | 雷頌德             | 雷頌德   | 歌曲〈什麼〉國語版     | 3:07  |
| 2.       | 愛妳變       | 甄健強   | 雷頌德       | 雷頌德             | 雷頌德   |                        | 3:25  |
| 3.       | 無痛失戀     | 林夕     | 側田         | 雷頌德 側田 Ted Lo | 雷頌德   | 歌曲〈不可一世〉國語版 | 3:40  |
| 4.       | 傷口         | 林夕     | 雷頌德       | 雷頌德 側田 Ted Lo | 雷頌德   | 歌曲〈別舔傷口〉國語版 | 3:20  |
| 5.       | 一比一       | 甄健強   | 雷頌德       | 雷頌德             | 雷頌德   | 歌曲〈一比一〉國語版   | 3:39  |
| 6.       | 水深火熱     | 易家揚   | 雷頌德       | 雷頌德             | 雷頌德   |                        | 3:41  |
| 7.       | 慢動作       | 易家揚   | Kim Duck Yun | 黎澤發             | 雷頌德   |                        | 4:01  |
| 8.       | 排行榜       | 易家揚   | 李偲菘       | 雷頌德             | 雷頌德   |                        | 3:51  |
| 9.       | 情人快樂     | 易家揚   | 伍樂城       | 伍樂城             | 伍樂城   | 歌曲〈少數〉國語版     | 4:05  |
| 10.      | 兩個人的煙火 | 林夕     | 雷頌德       | 雷頌德             | 雷頌德   |                        | 4:03  |
| 11.      | 會笑會哭     | 黃偉文   | 雷頌德       | 雷頌德             | 雷頌德   | 粵語歌曲               | 3:49  |
| 12.      | Interlude    |          | 側田         | 側田               | 雷頌德   |                        | 2:33  |
| 总时长： | 总时长：     | 总时长： | 总时长：     | 总时长：           | 总时长： | 总时长：               | 43:14 |

| DVD  | DVD                      | DVD  |
| 曲序 | 曲目                     | 導演 |
| ---- | ------------------------ | ---- |
| 1.   | 一比一（音樂短片）       | L.L. |
| 2.   | 無痛失戀（音樂短片）     |      |
| 3.   | 什麼（音樂短片）         | L.L. |
| 4.   | 傷口（音樂短片）         |      |
| 5.   | 水深火熱（製作花絮）     |      |
| 6.   | 兩個人的煙火（音樂短片） | L.L. |

## 流行榜成績
以下是收錄於《Leon Dawn Leon》的歌曲在音樂流行榜的最佳成績：
- 電視廣播（國際）有限公司TVB8金曲榜——冠軍〈無痛失戀〉
- Channel V音樂排行榜——冠軍〈無痛失戀〉
- MTV ASIA歌曲排行榜——冠軍〈無痛失戀〉